# Птицы-кошки
Птицы-кошки (лат. Ailuroedus) — род воробьиных птиц из семейства шалашниковых (Ptilonorhynchidae).

## Этимология
Название рода Ailuroedus восходит к греческому слову αιλουροῳδός, что означает «поющий по-кошачьи». Действительно, представители рода издают звуки, похожие на кошачье мяуканье.

## Распространение
Птицы-кошки распространены на острове Новая Гвинея и на севере Австралии.

## Классификация
Традиционно к роду относили три вида. Однако генетические и морфологические исследования, проведенные Мартином Ирестедтом (Martin Irestedt) в 2016 году, позволили признать еще семь видов:
- - Ailuroedus arfakianus
  - Ailuroedus astigmaticus
  - Ailuroedus buccoides — Белозобая птица-кошка
  - Ailuroedus crassirostris — Зелёная птица-кошка
  - Ailuroedus geislerorum
  - Ailuroedus jobiensis
  - Ailuroedus maculosus
  - Ailuroedus melanocephalus
  - Ailuroedus melanotis
  - Ailuroedus stonii

## Галерея

Птицы-кошки
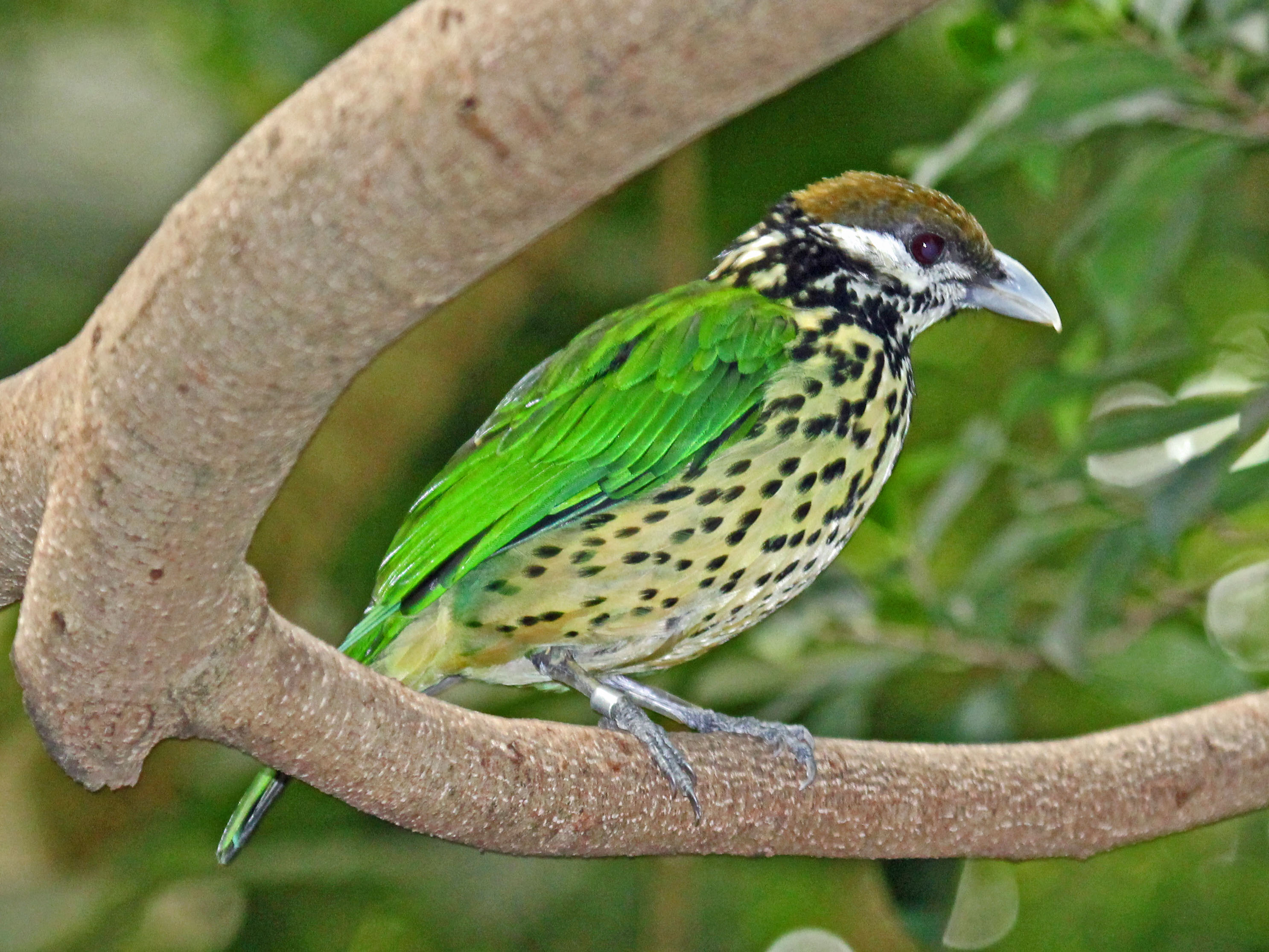
Ailuroedus buccoides
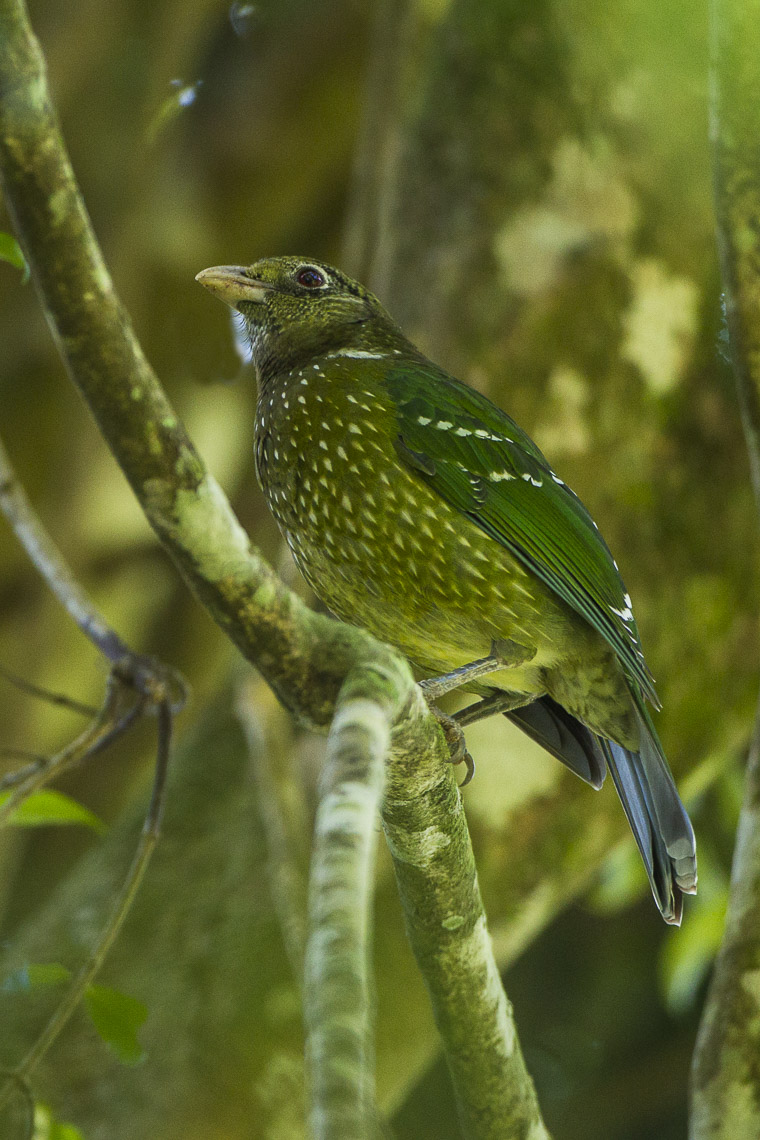
Ailuroedus crassirostris
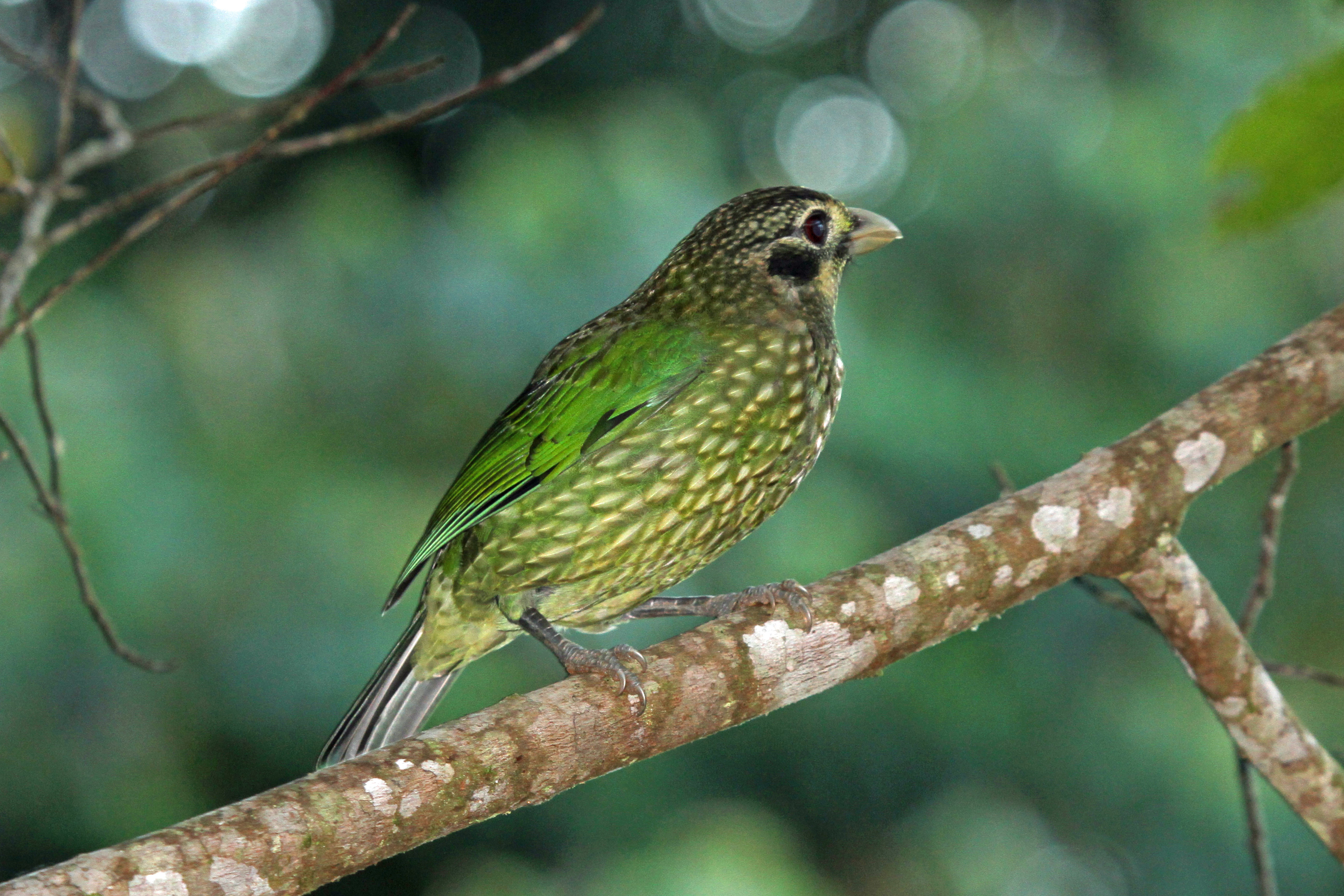
Ailuroedus melanotis